# Victoria Santa Cruz
Victoria Eugenia Santa Cruz Gamarra (27 tháng 10 năm 1922 – 30 tháng 8 năm 2014) là một biên đạo nhảy, nhà sáng tác và nhà hoạt động người Afro-Peru.
Victoria Santa Cruz đã được mệnh danh là "mẹ của vũ đạo và phim ảnh Afro Peru." cùng với em trai của bà, Nicomedes Santa Cruz, bà được coi là có tầm quan trọng trong việc hồi sinh nền văn hóa Afro-Peru trong những năm 1960 và 1970. Cả hai đều nằm trong danh sách dài các nghệ sĩ và nhà tri thức. Về phần mình, bà cho rằng "Afrocentrism" ảnh hưởng đến góc nhìn của bà với vũ đạo khi bà cố khám phá ra "ký ức với tổ tiên" trong các vũ đạo châu Phi. Bà đã giúp đỡ thành lập công ty Cumanana.

## Tiểu sử
Cruz sinh tại Lima, Peru. Cha của bà là Nicomedes Santa Cruz Aparicio và mẹ của bà là Victoria Gamarra. Mẹ của bà chỉ nói được tiếng Tây Ban Nha và yêu khiêu vũ. Cruz bắt đầu làm việc trên sân khấu cùng với nhóm Cumanana (1958), nơi bà làm việc với em trai mình Nicomedes Santa Cruz Gamarra là một nhà thơ nổi tiếng.
Bà đã nhận được học bổng của chính phủ Pháp và đã du học ở Pháp để học về biên đạo. Tại đây, bà đã thành công với tư cách là người sáng tạo và nhà thiết kế quần áo cho vở kịch El Retablo de Don Cristóbal của Federico García Lorca.
Quay trở về Peru, bà thành lập công ty nhảy Teatro y Danzas Negras del Perú, mà tại đó bà đã trình bày nhiều chương trình trong các nhà hát và truyền hình quốc gia. Nhóm này đã đại diện cho Peru trong các lễ hội nhân dịp Thế vận hội Olympic ở Mexico, 1968 nơi họ nhận được huy chương và bằng khen cho tác phẩm của mình.
Sau đó, năm 1969, bà tổ chức chuyến lưu diễn đến các thành phố khác nhau trên khắp Hoa Kỳ và khi bà trở về Lima vào tháng năm, bà đã được chỉ định làm giám đốc của Centro de Arte Folclórico, ngày nay là Escuela de Folklore. Tại Liên hoan truyền hình và Chủng viện truyền hình Mỹ Latinh lần đầu tiên tổ chức bởi Đại học Catholic ở Chile năm 1970, bà đã giành giải thưởng nghệ sĩ dân gian xuất sắc nhất, và một năm sau đó, bà đã được chính phủ Colombia mời tham dự Liên hoan Cali. Bà đã tham gia với tư cách là chỉ đạo cho cảnh trí của Liên hoan Black Art đầu tiên của Peru năm 1971.